# موئوتسک-کوپاچه
موئوتسِک-کوپاچه (لهستانی: Młock-Kopacze؛ ‏[ˈmwɔt͡sk kɔˈpat͡ʂɛ]) روستایی در گمینا اویژنگ واقع در استان ماسوویان است. این روستا در ۷ کیلومتری غرب اویژنگ، ۱۶ کیلومتری جنوب غربی چیخانوف و ۷۴ کیلومتری شمال غربی ورشو واقع شده‌است.